# Space Launch Complex 4
Space Launch Complex 4 (SLC-4) es un sitio de lanzamiento y aterrizaje en la Base Vanderberg de la Fuerza Espacial estadounidense, en California, Estados Unidos. Tiene 2 plataformas de lanzamiento, ambas utilizadas por SpaceX para el Falcon 9, una para operaciones de lanzamiento y la otra como aterrizaje. Landing Zone 4 (LZ-4) para aterrizajes de SpaceX.
El complejo fue utilizado anteriormente por los cohetes Atlas y Titan entre 1963 y 2005. Constaba de 2 plataforma de lanzamiento, SLC-4W y SLC-4E, que anteriormente fueron designadas PALC-2-3 y PALC-2-4 respectivamente. Ambas plataformas fueron construidas para ser utilizadas por cohetes Atlas-Agenea, pero luego fueron reconstruidas para soportar los cohetes Titan. La designación SLC-4 se aplico en el momento de la conversión para lanzar vehículos de lanzamiento Titan.
Ambas plataformas del Space Launch Complex 4 están actualmente alquiladas por SpaceX. SLC-4E se alquila como sitio de lanzamiento para el cohete Falcon 9 , que voló por primera vez desde Vanderberg el 29 de septiembre de 2013, luego de un programa de remodelación de 24 meses que comenzó a principios de 2011. SpaceX comenzó un programa de 5 años. arrendamiento de un año del Launch Complex 4 West en febrero de 2015 con el fin de utilizar esa área como plataforma de aterrizaje para traer de vuelta los propulsores de la primera etapa de retorno al sitio de lanzamiento (RTLS) VTVL del vehículo de lanzamiento reutilizable Falcon 9. Posteriormente, SpaceX nombró esa plataforma como Zona de Aterrizaje 4 y se usó operativamente por primera vez para un aterrizaje de refuerzo Falcon 9 en 2018.

## SLC-4E

### Atlas-Agena
El primer lanzamiento desde PALC2-4 se produjo el 14 de agosto de 1964, cuando un Atlas-Agenea D lanzó un satélite KH-7. Después de 27 lanzamientos Atlas-Agenea, el último de los cuales fue el 4 de junio de 1967, el complejo fue desactivado.

### Titan IIID
Durante 1971, el complejo fue reactivado y remodelado para su uso por los vehículos de lanzamiento Martin Marietta Titan III. El Titan IIID realizó su vuelo inaugural desde el SLC-4E el 15 de junio de 1971, lanzando el primer satélite KH-9 Hexagon. El primer satélite KH-11 Kennan se lanzó desde el complejo el 19 de diciembre de 1976. Los 22 Titan IIID se lanzaron desde el SLC-4E, y el último ocurrido el 17 de noviembre de 1982..

### Titan 34D
Luego, el complejo fue renovado para albergar el Martin Marietta Titan 34D. Se lanzaron siete Titan 34D entre el 20 de junio de 1983 y el 6 de noviembre de 1988. El SLC-4E fue escenario de uno de los accidentes de lanzamientos más dramáticos en la historia de Estados Unidos cuando un Titan 34D-9 que transportaba un satélite de fotorreconocimiento KH-9 explotó a unos cientos de pies sobre la plataforma el 18 de abril de 1986. La enorme explosión arrojó sobre el complejo de lanzamiento escombros y propulsor tóxico (hidrazina y tetróxido de dinitrógeno), lo que provocó grandes daños. 16 meses después del accidente, la plataforma volvió a estar en funcionamiento cuando albergó un lanzamiento exitoso de un satélite KH-11.

### Titan IV
La última variante de Titan en utilizar el complejo fue el Titan IV, a partir del 8 de marzo de 1991, con el lanzamiento del Lacrosse 2. El 19 de octubre de 2005 se produjo el último vuelo de un cohete Titan, cuando se lanzó un Titan IVB desde el SLC-4E, con un satélite Crystal mejorado. Tras este lanzamiento, el complejo fue desactivado y se utilizó para 68 lanzamientos.

### Falcon 9
SpaceX renovó el SLC-4E para los lanzamientos del Falcon 9 en un proceso de 24 meses que comenzó a principios de 2011. El borrador de la Evaluación de impacto ambiental con un resultado de "ningún impacto significativo" se publicó en febrero de 2011. La demolición comenzó el torres de servicios fijos y móviles de la plataforma en el verano de 2011.
A finales de 2012, SpaceX anticipo que el lanzamiento inicial desde la plataforma Vandenberg sería en 2013, con la variante más grande Falcon 9 v1.1. Como la plataforma estaba a punto de completarse en febrero de 2013, el primer lanzamiento estaba programado para el verano de 2013, pero se retraso hasta septiembre de 2013.  

## Historial de lanzamiento

#### Falcon 9 (desde 2013)
Todos los vuelos operados por SpaceX.
| Fecha                    | Hora (UTC) | Vehículo de lanzamiento | Booster  | Carga útil                  | Resultado |
| ------------------------ | ---------- | ----------------------- | -------- | --------------------------- | --------- |
| 29 de septiembre de 2013 | 17:00      | Falcon 9 v1.1           | B1003    | CASSIOPE                    | Éxito     |
| 17 de enero de 2016      | 18:42      | Falcon 9 v1.1           | B1017.1  | Jason-3                     | Éxito     |
| 14 de enero de 2017      | 17:54      | Falcon 9 Full Thrust    | B1029.1  | Iridium NEXT-1              | Éxito     |
| 25 de junio de 2017      | 21:25      | Falcon 9 Full Thrust    | B1036.1  | Iridium NEXT-2              | Éxito     |
| 24 de agosto de 2017     | 19:51      | Falcon 9 Full Thrust    | B1038.1  | FORMOSAT-5                  | Éxito     |
| 9 de octubre de 2017     | 13:37      | Falcon 9 Block 4        | B1041.1  | Iridium NEXT-3              | Éxito     |
| 23 de diciembre de 2017  | 01:27      | Falcon 9 Full Thrust    | B1036.2  | Iridium NEXT-4              | Éxito     |
| 22 de febrero de 2018    | 14:17      | Falcon 9 Full Thrust    | B1038.2  | PAZ & Starlink Tintin A & B | Éxito     |
| 30 de marzo de 2018      | 14:13      | Falcon 9 Block 4        | B1041.2  | Iridium NEXT-5              | Éxito     |
| 22 de mayo de 2018       | 20:47      | Falcon 9 Block 4        | B1043.2  | Iridium NEXT-6 & GRACE-FO   | Éxito     |
| 25 de julio de 2018      | 12:39      | Falcon 9 Block 5        | B1048.1  | Iridium NEXT-7              | Éxito     |
| 8 de octubre de 2018     | 03:21      | Falcon 9 Block 5        | B1048.2  | SAOCOM 1A                   | Éxito     |
| 3 de diciembre de 2018   | 18:34      | Falcon 9 Block 5        | B1046.3  | SSO-A                       | Éxito     |
| 11 de enero de 2019      | 15:31      | Falcon 9 Block 5        | B1049.2  | Iridium NEXT-8              | Éxito     |
| 12 de junio de 2019      | 15:17      | Falcon 9 Block 5        | B1051.2  | RADARSAT Constellation      | Éxito     |
| 21 de noviembre de 2020  | 17:17      | Falcon 9 Block 5        | B1063.1  | Sentinel-6 Michael Freilich | Éxito     |
| 14 de septiembre de 2021 | 04:55      | Falcon 9 Block 5        | B1049.10 | Starlink Group 2-1          | Éxito     |
| 24 de noviembre de 2021  | 06:21      | Falcon 9 Block 5        | B1063.3  | DART                        | Éxito     |
| 18 de diciembre de 2021  | 12:41      | Falcon 9 Block 5        | B1051.11 | Starlink Group 4-4          | Éxito     |
| 2 de febrero de 2022     | 20:27      | Falcon 9 Block 5        | B1071.1  | NROL-87                     | Éxito     |
| 25 de febrero de 2022    | 17:12      | Falcon 9 Block 5        | B1063.4  | Starlink Group 4-11         | Éxito     |
| 17 de abril de 2022      | 14:13      | Falcon 9 Block 5        | B1071.2  | NROL-85                     | Éxito     |
| 13 de mayo de 2022       | 23:07      | Falcon 9 Block 5        | B1063.5  | Starlink Group 4-13         | Éxito     |
| 18 de junio de 2022      | 15:19      | Falcon 9 Block 5        | B1071.3  | SARah 1                     | Éxito     |
| 11 de julio de 2022      | 02:39      | Falcon 9 Block 5        | B1063.6  | Starlink Group 3-1          | Éxito     |
| 22 de julio de 2022      | 18:39      | Falcon 9 Block 5        | B1071.4  | Starlink Group 3-2          | Éxito     |
| 12 de agosto de 2022     | 22:40      | Falcon 9 Block 5        | B1061.10 | Starlink Group 3-3          | Éxito     |
| 31 de agosto de 2022     | 06:40      | Falcon 9 Block 5        | B1063.7  | Starlink Group 3-4          | Éxito     |
| 6 de octubre de 2022     | 00:10      | Falcon 9 Block 5        | B1071.5  | Starlink Group 4-29         | Éxito     |
| 28 de octubre de 2022    | 02:14      | Falcon 9 Block 5        | B1063.8  | Starlink Group 4-31         | Éxito     |
| 16 de diciembre de 2022  | 11:46      | Falcon 9 Block 5        | B1071.6  | SWOT                        | Éxito     |
| 30 de diciembre de 2022  | 07:38      | Falcon 9 Block 5        | B1061.11 | EROS-C3                     | Éxito     |
| 19 de enero de 2023      | 15:43      | Falcon 9 Block 5        | B1075.1  | Starlink Group 2-4          | Éxito     |
| 31 de enero de 2023      | 16:15      | Falcon 9 Block 5        | B1071.7  | Starlink Group 2-6          | Éxito     |
| 17 de febrero de 2023    | 19:12      | Falcon 9 Block 5        | B1063.9  | Starlink Group 2-5          | Éxito     |
| 3 de marzo de 2023       | 18:38      | Falcon 9 Block 5        | B1061.12 | Starlink Group 2-7          | Éxito     |
| 17 de marzo de 2023      | 19:26      | Falcon 9 Block 5        | B1071.8  | Starlink Group 2-8          | Éxito     |
| 2 de abril de 2023       | 14:29      | Falcon 9 Block 5        | B1075.2  | SDA Tranche 0A              | Éxito     |
| 15 de abril de 2023      | 06:48      | Falcon 9 Block 5        | B1063.10 | Transporter 7               | Éxito     |
| 27 de abril de 2023      | 13:40      | Falcon 9 Block 5        | B1061.13 | Starlink Group 3-5          | Éxito     |
| 10 de mayo de 2023       | 20:09      | Falcon 9 Block 5        | B1075.3  | Starlink Group 2-9          | Éxito     |
| 20 de mayo de 2023       | 13:16      | Falcon 9 Block 5        | B1063.11 | Iridium NEXT-9 & OneWeb #19 | Éxito     |
| 31 de mayo de 2023       | 06:02      | Falcon 9 Block 5        | B1061.14 | Starlink Group 2-10         | Éxito     |
| 12 de junio de 2023      | 21:35      | Falcon 9 Block 5        | B1071.9  | Transporter 8               | Éxito     |
| 22 de junio de 2023      | 07:19      | Falcon 9 Block 5        | B1075.4  | Starlink Group 5-7          | Éxito     |
| 7 de julio de 2023       | 19:29      | Falcon 9 Block 5        | B1063.12 | Starlink Group 5-13         | Éxito     |
| 20 de julio de 2023      | 04:09      | Falcon 9 Block 5        | B1071.10 | Starlink Group 6-15         | Éxito     |
| 8 de agosto de 2023      | 03:57      | Falcon 9 Block 5        | B1075.5  | Starlink Group 6-20         | Éxito     |
| 22 de agosto de 2023     | 09:37      | Falcon 9 Block 5        | B1061.15 | Starlink Group 7-1          | Éxito     |
| 2 de septiembre de 2023  | 14:25      | Falcon 9 Block 5        | B1063.13 | SDA Tranche 0B              | Éxito     |
| 12 de septiembre de 2023 | 06:57      | Falcon 9 Block 5        | B1071.11 | Starlink Group 7-2          | Éxito     |
| 25 de septiembre de 2023 | 08:48      | Falcon 9 Block 5        | B1075.6  | Starlink Group 7-3          | Éxito     |
| 9 de octubre de 2023     | 07:43      | Falcon 9 Block 5        | B1063.14 | Starlink Group 7-4          | Éxito     |
| 21 de octubre de 2023    | 08:23      | Falcon 9 Block 5        | B1061.16 | Starlink Group 7-5          | Éxito     |
| 29 de octubre de 2023    | 09:00      | Falcon 9 Block 5        | B1075.7  | Starlink Group 7-6          | Éxito     |
| 11 de noviembre de 2023  | 18:49      | Falcon 9 Block 5        | B1071.12 | Transporter 9               | Éxito     |
| 20 de noviembre de 2023  | 10:30      | Falcon 9 Block 5        | B1063.15 | Starlink Group 7-7          | Éxito     |
| 1 de diciembre de 2023   | 18:19      | Falcon 9 Block 5        | B1061.17 | 425 Project Flight 1        | Éxito     |
| 8 de diciembre de 2023   | 08:03      | Falcon 9 Block 5        | B1071.13 | Starlink Group 7-8          | Éxito     |
| 24 de diciembre de 2023  | 13:11      | Falcon 9 Block 5        | B1075.8  | SARah 2 & 3                 | Éxito     |
| 3 de enero de 2024       | 03:44      | Falcon 9 Block 5        | B1082.1  | Starlink Group 7-9          | Éxito     |
| 14 de enero de 2024      | 08:59      | Falcon 9 Block 5        | B1061.18 | Starlink Group 7-10         | Éxito     |
| 24 de enero de 2024      | 00:35      | Falcon 9 Block 5        | B1063.16 | Starlink Group 7-11         | Éxito     |
| 29 de enero de 2024      | 05:57      | Falcon 9 Block 5        | B1075.9  | Starlink Group 7-12         | Éxito     |
| 10 de febrero de 2024    | 00:34      | Falcon 9 Block 5        | B1071.14 | Starlink Group 7-13         | Éxito     |
| 15 de febrero de 2024    | 21:34      | Falcon 9 Block 5        | B1082.2  | Starlink Group 7-14         | Éxito     |
| 23 de febrero de 2024    | 04:11      | Falcon 9 Block 5        | B1061.19 | Starlink Group 7-15         | Éxito     |
| 4 de marzo de 2024       | 22:05      | Falcon 9 Block 5        | B1081.5  | Transporter 10              | Éxito     |
| 11 de marzo de 2024      | 04:09      | Falcon 9 Block 5        | B1063.17 | Starlink Group 7-17         | Éxito     |
| 19 de marzo de 2024      | 02:28      | Falcon 9 Block 5        | B1075.10 | Starlink Group 7-16         | Éxito     |
| 2 de abril de 2024       | 02:30      | Falcon 9 Block 5        | B1071.15 | Starlink Group 7-18         | Éxito     |
| 7 de abril de 2024       | 02:25      | Falcon 9 Block 5        | B1081.6  | Starlink Group 8-1          | Éxito     |
| 11 de abril de 2024      | 14:25      | Falcon 9 Block 5        | B1082.3  | USSF-62                     | Éxito     |
| 2 de mayo de 2024        | 18:36      | Falcon 9 Block 5        | B1061.20 | WorldView Legion 1 & 2      | Éxito     |
| 10 de mayo de 2024       | 04:30      | Falcon 9 Block 5        | B1082.4  | Starlink Group 8-2          | Éxito     |
| 14 de mayo de 2024       | 18:39      | Falcon 9 Block 5        | B1063.18 | Starlink Group 8-7          | Éxito     |
| 22 de mayo de 2024       | 08:00      | Falcon 9 Block 5        | B1071.16 | NROL-146                    | Éxito     |
| 28 de mayo de 2024       | 22:20      | Falcon 9 Block 5        | B1081.7  | EarthCARE                   | Éxito     |
| 8 de junio de 2024       | 12:58      | Falcon 9 Block 5        | B1061.21 | Starlink Group 8-8          | Éxito     |
| 19 de junio de 2024      | 03:40      | Falcon 9 Block 5        | B1082.5  | Starlink Group 9-1          | Éxito     |
| 24 de junio de 2024      | 03:47      | Falcon 9 Block 5        | B1075.11 | Starlink Group 9-2          | Éxito     |
| 29 de junio de 2024      | 03:14      | Falcon 9 Block 5        | B1081.8  | NROL-186                    | Éxito     |
| 12 de julio de 2024      | 02:35      | Falcon 9 Block 5        | B1063.19 | Starlink Group 9-3          | Falla     |
| 28 de julio de 2024      | 09:22      | Falcon 9 Block 5        | B1071.17 | Starlink Group 9-4          | Éxito     |
| 4 de agosto de 2024      | 07:24      | Falcon 9 Block 5        | B1082.6  | Starlink Group 11-1         | Éxito     |
| 12 de agosto de 2024     | 02:02      | Falcon 9 Block 5        | B1061.22 | ASBM 1 & ASBM 2             | Éxito     |
| 16 de agosto de 2024     | 18:56      | Falcon 9 Block 5        | B1075.12 | Transporter 11              | Éxito     |
| 31 de agosto de 2024     | 08:48      | Falcon 9 Block 5        | B1081.9  | Starlink Group 9-5          | Éxito     |
| 6 de septiembre de 2024  | 03:20      | Falcon 9 Block 5        | B1063.20 | NROL-113                    | Éxito     |
| 13 de septiembre de 2024 | 01:45      | Falcon 9 Block 5        | B1071.18 | Starlink Group 9-6          | Éxito     |
| 20 de septiembre de 2024 | 13:50      | Falcon 9 Block 5        | B1075.13 | Starlink Group 9-17         | Éxito     |
| 25 de septiembre de 2024 | 04:01      | Falcon 9 Block 5        | B1081.10 | Starlink Group 9-8          | Éxito     |
| 15 de octubre de 2024    | 08:21      | Falcon 9 Block 5        | B1071.19 | Starlink Group 9-7          | Éxito     |
| 20 de octubre de 2024    | 05:13      | Falcon 9 Block 5        | B1082.7  | OneWeb #20                  | Éxito     |
| 24 de octubre de 2024    | 17:13      | Falcon 9 Block 5        | B1063.21 | NROL-167                    | Éxito     |
| 30 de octubre de 2024    | 12:07      | Falcon 9 Block 5        | B1075.14 | Starlink Group 9-9          | Éxito     |
| 9 de noviembre de 2024   | 06:14      | Falcon 9 Block 5        | B1081.11 | Starlink Group 9-10         | Éxito     |
| 14 de noviembre de 2024  | 05:23      | Falcon 9 Block 5        | B1082.8  | Starlink Group 9-11         | Éxito     |
| 18 de noviembre de 2024  | 05:53      | Falcon 9 Block 5        | B1071.20 | Starlink Group 9-12         | Éxito     |
| 24 de noviembre de 2024  | 05:25      | Falcon 9 Block 5        | B1075.15 | Starlink Group 9-13         | Éxito     |
| 30 de noviembre de 2024  | 08:10      | Falcon 9 Block 5        | B1088.1  | NROL-126                    | Éxito     |
| 5 de diciembre de 2024   | 03:05      | Falcon 9 Block 5        | B1081.12 | Starlink Group 9-14         | Éxito     |
| 13 de diciembre de 2024  | 21:55      | Falcon 9 Block 5        | B1082.9  | Starlink Group 11-2         | Éxito     |
| 17 de diciembre de 2024  | 13:19      | Falcon 9 Block 5        | B1063.22 | NROL-149                    | Éxito     |
| 21 de diciembre de 2024  | 11:34      | Falcon 9 Block 5        | B1071.21 | Bandwagon-2                 | Éxito     |
| 29 de diciembre de 2024  | 01:58      | Falcon 9 Block 5        | B1075.16 | Starlink Group 11-3         | Éxito     |
| 10 de enero de 2025      | 03:53      | Falcon 9 Block 5        | B1071.22 | NROL-153                    | Éxito     |
| 14 de enero de 2025      | 19:09      | Falcon 9 Block 5        | B1088.2  | Transporter 12              | Éxito     |
| 21 de enero de 2025      | 15:45      | Falcon 9 Block 5        | B1082.10 | Starlink Group 11-8         | Éxito     |
| 24 de enero de 2025      | 14:07      | Falcon 9 Block 5        | B1063.23 | Starlink Group 11-6         | Éxito     |
| 1 de febrero de 2025     | 23:02      | Falcon 9 Block 5        | B1075.17 | Starlink Group 11-4         | Éxito     |
| 11 de febrero de 2025    | 02:09      | Falcon 9 Block 5        | B1071.23 | Starlink Group 11-10        | Éxito     |
| 23 de febrero de 2025    | 01:38      | Falcon 9 Block 5        | B1082.11 | Starlink Group 15-1         | Éxito     |
| 12 de marzo de 2025      | 03:10      | Falcon 9 Block 5        | B1088.3  | SPHEREx & PUNCH             | Éxito     |
| 15 de marzo de 2025      | 06:43      | Falcon 9 Block 5        | B1081.13 | Transporter 13              | Éxito     |
| 21 de marzo de 2025      | 06:49      | Falcon 9 Block 5        | B1088.4  | NROL-57                     | Éxito     |
| 26 de marzo de 2025      | 22:11      | Falcon 9 Block 5        | B1063.24 | Starlink Group 11-7         | Éxito     |
| 4 de abril de 2025       | 01:02      | Falcon 9 Block 5        | B1088.5  | Starlink Group 11-13        | Éxito     |
| 7 de abril de 2025       | 23:06      | Falcon 9 Block 5        | B1093.1  | Starlink Group 11-11        | Éxito     |
| 12 de abril de 2025      | 12:25      | Falcon 9 Block 5        | B1071.24 | NROL-192                    | Éxito     |
| 20 de abril de 2025      | 12:29      | Falcon 9 Block 5        | B1082.12 | NROL-145                    | Éxito     |
| 28 de abril de 2025      | 20:42      | Falcon 9 Block 5        | B1063.25 | Starlink Group 11-9         | Éxito     |
| 10 de mayo de 2025       | 00:19      | Falcon 9 Block 5        | B1081.14 | Starlink Group 15-3         | Éxito     |
| 13 de mayo de 2025       | 01:15      | Falcon 9 Block 5        | B1088.6  | Starlink Group 15-4         | Éxito     |
| 16 de mayo de 2025       | 13:43      | Falcon 9 Block 5        | B1093.2  | Starlink Group 15-5         | Éxito     |
| 23 de mayo de 2025       | 22:32      | Falcon 9 Block 5        | B1075.18 | Starlink Group 11-16        | Éxito     |
| 27 de mayo de 2025       | 16:57      | Falcon 9 Block 5        | B1082.13 | Starlink Group 17-1         | Éxito     |
| 31 de mayo de 2025       | 20:10      | Falcon 9 Block 5        | B1071.25 | Starlink Group 11-18        | Éxito     |
| 4 de junio de 2025       | 23:40      | Falcon 9 Block 5        | B1063.26 | Starlink Group 11-22        | Éxito     |
| 8 de junio de 2025       | 14:20      | Falcon 9 Block 5        | B1088.7  | Starlink Group 15-8         | Éxito     |
| 13 de junio de 2025      | 01:54      | Falcon 9 Block 5        | B1081.15 | Starlink Group 15-6         | Éxito     |
| 17 de junio de 2025      | 03:36      | Falcon 9 Block 5        | B1093.3  | Starlink Group 15-9         | Éxito     |
| 23 de junio de 2025      | 21:25      | Falcon 9 Block 5        | B1071.26 | Transporter 14              | Éxito     |
| 28 de junio de 2025      | 17:13      | Falcon 9 Block 5        | B1088.8  | Starlink Group 15-7         | Éxito     |
| 16 de julio de 2025      | 02:05      | Falcon 9 Block 5        | B1093.4  | Starlink Group 15-2         | Éxito     |
| 19 de julio de 2025      | 03:52      | Falcon 9 Block 5        | B1082.14 | Starlink Group 17-3         | Éxito     |
| 23 de julio de 2025      | 18:13      | Falcon 9 Block 5        | B1081.16 | TRACERS + 5 rideshares      | Éxito     |
| 27 de julio de 2025      | 04:31      | Falcon 9 Block 5        | B1075.19 | Starlink Group 17-2         | Éxito     |
| 31 de julio de 2025      | 18:35      | Falcon 9 Block 5        | B1071.27 | Starlink Group 13-4         | Éxito     |
| 14 de agosto de 2025     | 05:05      | Falcon 9 Block 5        | B1093.5  | Starlink Group 17-4         | Éxito     |
| 18 de agosto de 2025     | 16:26      | Falcon 9 Block 5        | B1088.9  | Starlink Group 17-5         | Éxito     |

#### Próximos lanzamientos
| Fecha prevista               | Vehículo de lanzamiento | Carga útil                  |
| ---------------------------- | ----------------------- | --------------------------- |
| 22 de agosto de 2025         | Falcon 9 Block 5        | Starlink Group 17-6         |
| 26 de agosto de 2025         | Falcon 9 Block 5        | NAOS (LUXEOSys)             |
| 30 de agosto de 2025         | Falcon 9 Block 5        | Starlink Group 17-7         |
| NET 10 de septiembre de 2025 | Falcon 9 Block 5        | Tranche 1 Transport Layer B |
| NET Septiembre de 2025       | Falcon 9 Block 5        | Bandwagon-4                 |
| NET Septiembre de 2025       | Falcon 9 Block 5        | Starlink Group 11-25        |
| NET Noviembre de 2025        | Falcon 9 Block 5        | Sentinel-6B                 |

## SLC-4W
SLC-4W inicio operaciones en 1963 como Space Launch Complex 4W y continuo como sitio de lanzamiento operativo hasta 2003. En 2015 SpaceX comenzó la conversión del sitio de lanzamiento en Landing Zone 4 LZ-4. Las operaciones de aterrizaje comenzaron en 2018 en LZ-4.

#### Atlas-Agena
El primer lanzamiento que utilizó lo que ahora es SLC-4 se produjo el 12 de julio de 1963, cuando un Atlas LV3 Agenea-D lanzó el primer satélite de reconocimiento KH-7 Gambit, desde PALC-2-3- Se realizaron 12 lanzamientos Atlas-Agena desde PALC-2-3, el último de los cuales tuvo lugar el 12 de marzo de 1965.

#### Titan IIIB
Después de esto, fue reconstruido como SLC-4W, un complejo de lanzamiento Titan. El primer lanzamiento de Titan desde SLC-4W fue un Titan IIIB, el 29 de julio de 1966. Los 68 lanzamientos de Titan IIB se produjeron desde SLC-4W, el último el 12 de febrero de 1987.

#### Titan 23G
Después del retiro del Titan IIIB, se convirtió en un sitio de lanzamiento del Titan 23G, y se realizaron 12 lanzamientos del Titan II, utilizando la configuración orbital 23G, entre el 5 de septiembre de 1988 y el 18 de octubre de 2003. Tras el retiro del Titan 23G, SLC-4W fue desactivado. Se lanzaron 93 cohetes desde el SLC-4W.
SLC-4W fue el lugar de lanzamiento de Clementine, la única nave espacial lanzada desde Vandenberg a la Luna, que fue lanzada por un Titan 23G el 25 de enero de 1994. 

## LZ-4

#### Historia de desarrollo
SpaceX firmó un contrató de arrendamiento por 5 años del Launch Complex 4W en febrero de 2015, con el fin de utilizar el área para aterrizar vehículos de lanzamiento reutilizables en la plataforma. La ubicación se utiliza para el aterrizaje vertical de los propulsores de primera etapa de retorno al sitio de lanzamiento (RTLS) de los cohetes Falcon 9 que se lanza desde la plataforma de lanzmaiento adyacente SLC-4E.Este uso novedoso del SLC-4W surgió inicialmente en julio de 2014 cuando NASASpaceFlight.com publicó que SpaceX estaba considerado arrendar el SLC-4W para usarlo como instalación de aterrizaje vertical RTLS para propulsores reutilizables de primera etapa.
Las estructuras principales de la plataforma fueron demolidas en septiembre de 2014 cuando comenzó la construcción de la plataforma de aterrizaje y se completo alrededor de 2017.  

#### Historial de aterrizaje detallado
SpaceX ha perfeccionado los aterrizajes RTLS en 2 plataformas de aterrizaje que han construido en la Estación de la Fuerza Espacial de Cabo Cañaveral. Inicialmente se pensó que el propulsor utilizado para lanzar un cuarto lote de 10 satélites Iridium NEXT en diciembre de 2017 sería el primero en aterrizar en Vandenberg AFB pero esta misión finalmente se realizó en modo prescindible. En julio de 2018, SpaceX solicitó un permiso a la Comisión Federal de Comunicaciones (FCC) para comunicaciones posteriores al aterrizaje con una primera etapa de un cohete Falcon 9 en SLC-4W, lo que apunta a un posible aterrizaje en algún momento de septiembre de 2018, posiblemente para la misión SAOCOM 1A aunque posteriormente fue reprogramada para el 8 de octubre de 2018 (UTC). Unas semanas antes de este primer intento de aterrizaje, el público sabía, nuevamente a través de permisos de la FCC y también advertencias públicas sobre explosiones sónicas en el área, que SpaceX había cambiado el nombre de esta plataforma a Landing Zone 4. Finalmente, esta plataforma fue. Se utilizó por primera vez para el aterrizaje de un cohete propulsor de una primera etapa de un vehículo de lanzamiento Falcon 9 en octubre de 2018, recuperando el propulsor que acababa de lanzar el satélite argentino SAOCOM 1A.

#### Aterrizajes del Falcon 9
Todos los aterrizajes operados por SpaceX.
| Fecha                   | Vehículo de lanzamiento | Booster  | Sitio de lanzamiento | Carga útil                  | Resultado |
| ----------------------- | ----------------------- | -------- | -------------------- | --------------------------- | --------- |
| 8 de octubre de 2018    | Falcon 9 Block 5        | B1048.2  | SLC-4E               | SAOCOM 1A                   | Éxito     |
| 12 de junio de 2019     | Falcon 9 Block 5        | B1051.2  | SLC-4E               | RADARSAT Constellation      | Éxito     |
| 21 de noviembre de 2020 | Falcon 9 Block 5        | B1063.1  | SLC-4E               | Sentinel-6 Michael Freilich | Éxito     |
| 2 de febrero de 2022    | Falcon 9 Block 5        | B1071.1  | SLC-4E               | NROL-87                     | Éxito     |
| 17 de abril de 2022     | Falcon 9 Block 5        | B1071.2  | SLC-4E               | NROL-85                     | Éxito     |
| 18 de junio de 2022     | Falcon 9 Block 5        | B1071.3  | SLC-4E               | SARah 1                     | Éxito     |
| 16 de diciembre de 2022 | Falcon 9 Block 5        | B1071.6  | SLC-4E               | SWOT                        | Éxito     |
| 30 de diciembre de 2022 | Falcon 9 Block 5        | B1061.11 | SLC-4E               | EROS-C3                     | Éxito     |
| 2 de abril de 2023      | Falcon 9 Block 5        | B1075.2  | SLC-4E               | SDA Tranche 0A              | Éxito     |
| 15 de abril de 2023     | Falcon 9 Block 5        | B1063.10 | SLC-4E               | Transporter 7               | Éxito     |
| 12 de junio de 2023     | Falcon 9 Block 5        | B1071.9  | SLC-4E               | Transporter 8               | Éxito     |
| 2 de septiembre de 2023 | Falcon 9 Block 5        | B1063.13 | SLC-4E               | SDA Tranche 0B              | Éxito     |
| 11 de noviembre de 2023 | Falcon 9 Block 5        | B1071.12 | SLC-4E               | Transporter 9               | Éxito     |
| 1 de diciembre de 2023  | Falcon 9 Block 5        | B1061.17 | SLC-4E               | 425 Project Flight 1        | Éxito     |
| 24 de diciembre de 2023 | Falcon 9 Block 5        | B1075.8  | SLC-4E               | SARah 2 & 3                 | Éxito     |
| 4 de marzo de 2024      | Falcon 9 Block 5        | B1081.5  | SLC-4E               | Transporter 10              | Éxito     |
| 11 de abril de 2024     | Falcon 9 Block 5        | B1082.3  | SLC-4E               | USSF-62                     | Éxito     |
| 2 de mayo de 2024       | Falcon 9 Block 5        | B1061.20 | SLC-4E               | WorldView Legion 1 & 2      | Éxito     |
| 28 de mayo de 2024      | Falcon 9 Block 5        | B1081.7  | SLC-4E               | EarthCARE                   | Éxito     |
| 16 de agosto de 2024    | Falcon 9 Block 5        | B1075.12 | SLC-4E               | Transporter 11              | Éxito     |
| 20 de octubre de 2024   | Falcon 9 Block 5        | B1082.7  | SLC-4E               | OneWeb #20                  | Éxito     |
| 21 de diciembre de 2024 | Falcon 9 Block 5        | B1071.21 | SLC-4E               | Bandwagon-2                 | Éxito     |
| 14 de enero de 2025     | Falcon 9 Block 5        | B1088.2  | SLC-4E               | Transporter 12              | Éxito     |
| 12 de marzo de 2025     | Falcon 9 Block 5        | B1088.3  | SLC-4E               | SPHEREx & PUNCH             | Éxito     |
| 15 de marzo de 2025     | Falcon 9 Block 5        | B1081.13 | SLC-4E               | Transporter 13              | Éxito     |
| 21 de marzo de 2025     | Falcon 9 Block 5        | B1088.4  | SLC-4E               | NROL-57                     | Éxito     |
| 23 de julio de 2025     | Falcon 9 Block 5        | B1081.16 | SLC-4E               | TRACERS + 5 rideshares      | Éxito     |